# San Lorenzo de Pampa
San Lorenzo de Pampa es una comunidad boliviana que se encuentra situada en el municipio de Riberalta de la provincia de Vaca Díez en el departamento del Beni. Es una comunidad campesina a 36 km de Riberalta, la capital provincial. La actividad cotidiana es la agricultura, pesca, caza de animales silvestre y la recolección de castaña maderera.
- Datos: Q6119238